# Bekegem

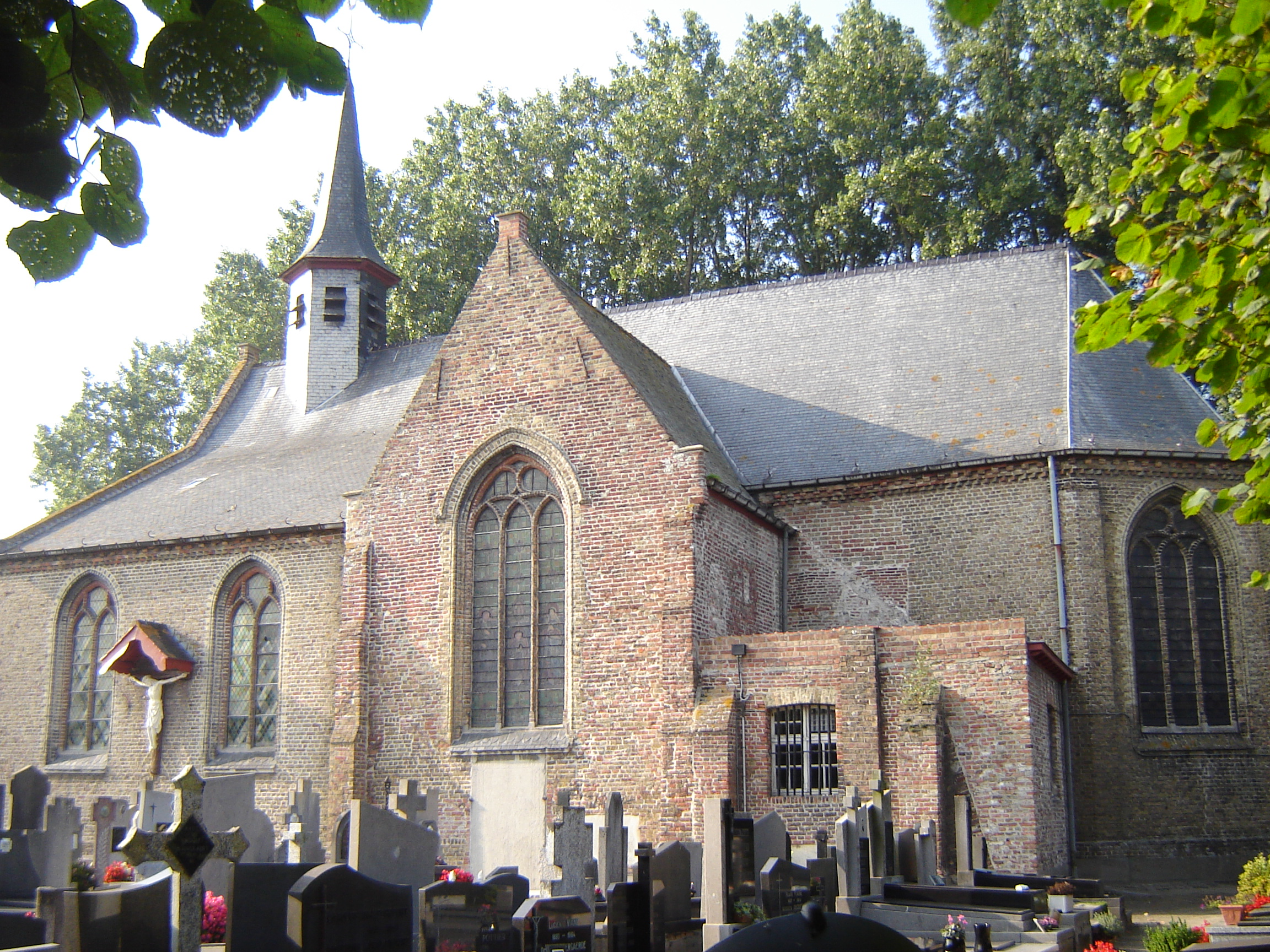
Sint-Amanduskerk

Bekegem is een dorp in de Belgische provincie West-Vlaanderen en een deelgemeente van Ichtegem, het was een zelfstandige gemeente tot aan de gemeentelijke herindeling van 1977. De dorpskern ligt relatief ver van het centrum van de hoofdgemeente, namelijk ruim 7 km in vogelvlucht en ruim 10 km over de weg. Waar de hoofdgemeente Ichtegem en andere deelgemeente Eernegem nog onder de kleinstedelijke invloedssfeer van Torhout valt, richt Bekegem zich meer op de steden Oostende en Brugge.

## Geschiedenis
Weinig archeologisch onderzoek is in het grondgebied van Bekegem uitgevoerd. Er is een gepolijste bijl uit het neolithicum aangetroffen van omstreeks 5000 v.Chr.
In 1107 werd Bekegem voor het eerst vermeld, als Bichengem. Het patronaatsrecht van de parochie werd toen toegekend aan de Sint-Amandsabdij te Saint-Amand-les-Eaux. In 1180 werd de naam Waterval (een gehucht van Bekegem) voor het eerst vermeld. Vanaf 1227 was het patronaatsrecht in handen van de Abdij van Sint-Bertinus te Sint-Omaars.
Tijdens de godsdiensttroebelen had Bekegem zwaar te lijden van zowel Spaansgezinden als Geuzen. Vanaf 1568 was het onveilig in de streek en in 1581 was er een aanval van Malcontenten. Omstreeks 1584 was het dorp vrijwel geheel ontvolkt en pas na 1604 (val van Oostende) werd het weer rustig. De verwoeste kerk werd in 1636 herbouwd, maar tijdens de Frans-Spaanse Oorlog werd de kerk opnieuw gedeeltelijk verwoest.
Bekegem behoorde onder het ancien régime bestuurlijk bij het ambacht Gistel. In 1798 werd het een gemeente, tot het bij de gemeentelijke fusies van 1977 samen met Eernegem en Ichtegem de nieuwe gemeente Ichtegem vormde. De in 1880 opgerichte katholieke school werd enkele jaren later beheerd door de Zusters van Maria uit Pittem, welke een klooster betrokken.
In de 20e eeuw werden een aantal wegen verhard en pas in 1929 was de elektrificatie voltooid. Tijdens de Tweede Wereldoorlog werden een aantal huizen door de bezetter gebruikt. In 1944 was er een kamp van de Canadezen.

## Demografische ontwikkeling
- Bronnen:NIS, Opm:1831 tot en met 1970=volkstellingen; 1976 = inwoneraantal op 31 december

## Bezienswaardigheden
- De Sint-Amanduskerk is een laatgotische kerk, die in de 17de eeuw werd gebouwd. De kerk heeft een goede akoestiek, en regelmatig worden er concerten uitgevoerd. Opmerkelijk is ook de reeks leilinden die rond het kerkhof zijn aangeplant. In de kerk bevindt zich een orgel uit ca. 1852 van de laatste orgelbouwer uit de Van Peteghemdynastie, Maximilien Van Peteghem.
- Boskapel

## Natuur en landschap
Bekegem behoort tot Zandig Vlaanderen en ligt op een hoogte tot 16,5 meter ten noorden van de kom, waar zich een dekzandrug bevindt. In het zuidoosten vindt men enig bos, dat aansluit op het Vloethemveld te Zedelgem.

## Politiek
Bekegem had een eigen gemeentebestuur en burgemeester tot de gemeentelijke fusie van 1977. Burgemeesters waren:
- ca. 1796 - ca. 1806 : Jacobus Blomme
- ca. 1806 - ca. 1813 : Franciscus Jonckheere
- 1813-1830 : Ferdinandus Vanderkinderen
- 1830-? : Carolus Kyndt
- ?-1880 : Philippe Verheecke
- 1880-1884 : August Luyckx
- 1885-1912 : August Monteyne
- 1912-1939 : Louis Cobbaert
- 1939-1942 : Eduard Cobbaert
- 1942-1944 : Alfons Storme
- 1944-1952 : Eduard Cobbaert
- 1953-1964 : Charles Maene
- 1965-1976 : Frans Viane

## Economie
De voornaamste soorten van veeteelt zijn vleesvee, onder meer is er de bekende Belgisch Wit-blauw-fokkerijstal, melkvee en de bijhorende ruwvoedergewassen. Er is hiernaast ook een bekende eendenfokkerij.

## Nabijgelegen kernen
Roksem, Zerkegem, Eernegem

## Trivia
Sint-Amandus is de patroonheilige van Bekegem.